# Улица Петерупес (Рига)
Улица Пе́терупес (латыш. Pēterupes iela) — улица в Северном районе Риги, в Межапарксе. Пролегает в восточном направлении от проспекта Кокнесес до перекрёстка с улицами Аннас Саксес и Хамбургас. Общая длина улицы — 317 метров.
На всём протяжении покрыта асфальтом. Движение по улице двустороннее. Общественный транспорт по улице не курсирует.

## История
Впервые упоминается в 1911 году под названием Тильзитская улица (латыш. Tilzītes iela, нем. Tilsiterstraße) — в честь прусского города Тильзита. Во время Первой мировой войны, 1915 по 1917 год, была временно переименована в Байкальскую улицу (латыш. Baikāla iela), затем было возвращено название Тильзитская.
В 1923 году улица получила своё нынешнее название — в честь небольшой латвийской реки Петерупе, впадающей в Рижский залив у города Саулкрасты. В последующем название улицы больше не изменялось.

## Застройка и достопримечательности
Улица Петерупес застроена частными жилыми домами, преимущественно начала XX века. Дом № 12 (архитектор К. Агте, 1929) признан памятником архитектуры местного значения.
На перекрёстке с проспектом Кокнесес и улицей Стокхолмас установлен памятник детям, депортированным в 1941 году (скульптор Дзинтра Янсоне, 1993).

## Прилегающие улицы
Улица Петерупес пересекается со следующими улицами:
- проспект Кокнесес
- улица Стокхолмас
- улица Либекас
- улица Аннас Саксес
- улица Хамбургас